# Вернарський потік
Вернарський потік (словац. Vernársky potok) — річка в Словаччині, права притока Горнаду, протікає в окрузі Попрад.
Довжина — 13 км. Витік знаходиться в масиві Словацький Рай — на висоті 930 метрів (на території природного заповідника Мокра). Протікає територією сіл Вернар і Грановниця.
Впадає в Горнад на висоті 593 метри.